# Chan Siu Kwan
Philip Chan Siu Kwan (chiń. 陳肇鈞; ur. 1 sierpnia 1992 w Hongkongu) – hongkoński piłkarz grający na pozycji pomocnika w hongkońskim klubie Tai Po FC oraz reprezentacji Hongkongu.
W swojej karierze grał m.in. w drużynach takich jak: South China AA, Eastern Sports Club, Hong Kong Rangers FC czy Kitchee SC. W kadrze narodowej zadebiutował 14 listopada 2015 w meczu z Makau, gdzie zdobył pierwszą bramkę. Był uczestnikiem Pucharu Azji 2023, gdzie strzelił gola ze Zjednoczonymi Emiratami Arabskimi.